# Campeonato Italiano de Futebol de 2020–21 – Primeira Divisão
A Primeira Divisão do Campeonato Italiano de Futebol da temporada 2020–21, oficialmente Serie A TIM 2020–2021 por motivos de patrocínio, foi a 119.ª edição da principal divisão do futebol italiano (89.ª como Serie A). A Juventus entra como atual campeã, tendo conquistado o trigésimo sexto título na temporada passada e o nono título seguido.
Devido a pandemia de COVID-19, houve a paralisação de todos os torneios esportivos, fazendo com que o campeonato ficasse sem uma data definida para sua realização. Em 3 de agosto de 2020, foi decidido que o campeonato começaria em 19 de setembro de 2020 e previsão de encerramento pra 23 de maio de 2021. Inicialmente, o planejamento era de realizar a 1ª rodada no final de semana do dia 12 de setembro de 2020, porém a maioria dos clubes achou mais viável protelar a abertura. Entre os dias 23 de dezembro de 2020 e 3 de janeiro de 2021 não haverá disputa do Campeonato Italiano, em função dos feriados de fim de ano.
A Inter de Milão foi coroada a campeã sob o comando de Antonio Conte, pontuando incríveis 91 pontos, sendo esse seu 19.º título, interrompendo a hegemonia de 9 anos da Juventus.
O português Cristiano Ronaldo terminou a competição como principal artilheiro, marcando 29 gols ao longo da competição.

## Regulamento
A Serie A é disputada por 20 clubes em dois turnos. Em cada turno, todos os times jogam entre si uma única vez. Os jogos do segundo turno serão realizados na mesma ordem do primeiro, apenas com o mando de campo invertido. Não há campeões por turnos, sendo declarado campeão da Itália o time que obtiver o maior número de pontos após as 38 rodadas.

### Critérios de desempate
Caso haja empate de pontos entre dois clubes, os critérios de desempates serão aplicados na seguinte ordem:
1. Confronto direto [nota 1]
2. Saldo de gols
3. Gols marcados

## Participantes

### Informação dos clubes
| Equipe         | Cidade        | Região             | Estádio (mando)               | Capac. | Título(s)               | Em 2019–20    | Ref.          |
| -------------- | ------------- | ------------------ | ----------------------------- | ------ | ----------------------- | ------------- | ------------- |
| Atalanta       | Bérgamo       | Lombardia          | Gewiss Stadium                | 21 747 | 0 (nenhum)              | 3º (Serie A)  | [ 10 ] [ 11 ] |
| Benevento      | Benevento     | Campânia           | Ciro Vigorito                 | 16 867 | 0 (nenhum)              | 1º (Serie B)  | [ 12 ] [ 13 ] |
| Bologna        | Bolonha       | Emília-Romanha     | Renato Dall'Ara               | 38 279 | 7 (último em 1963–64)   | 12º (Serie A) | [ 14 ] [ 15 ] |
| Cagliari       | Cagliari      | Sardenha           | Sardegna Arena                | 16 233 | 1 (em 1969–70)          | 14º (Serie A) | [ 16 ] [ 17 ] |
| Crotone        | Crotone       | Calábria           | Ezio Scida                    | 16 108 | 0 (nenhum)              | 2º (Serie B)  | [ 18 ] [ 19 ] |
| Fiorentina     | Florença      | Toscana            | Artemio Franchi               | 43 147 | 2 (último em 1968–69)   | 10º (Serie A) | [ 20 ] [ 21 ] |
| Genoa          | Gênova        | Ligúria            | Luigi Ferraris                | 34 901 | 9 (último em 1923–24)   | 17º (Serie A) | [ 22 ] [ 23 ] |
| Hellas Verona  | Verona        | Vêneto             | Marcantonio Bentegodi         | 39 211 | 1 (em 1984–85)          | 9º (Serie A)  | [ 24 ] [ 25 ] |
| Internazionale | Milão         | Lombardia          | Giuseppe Meazza               | 80 018 | 18 (último em 2009–10)  | 2º (Serie A)  | [ 26 ] [ 27 ] |
| Juventus       | Turim         | Piemonte           | Allianz Stadium               | 41 507 | 36 (último em 2019–20)  | 1º (Serie A)  | [ 28 ] [ 29 ] |
| Lazio          | Roma          | Lácio              | Olímpico de Roma              | 73 000 | 2 (último em 1999–2000) | 4º (Serie A)  | [ 30 ] [ 31 ] |
| Milan          | Milão         | Lombardia          | San Siro                      | 80 018 | 18 (último em 2010–11)  | 6º (Serie A)  | [ 32 ] [ 33 ] |
| Napoli         | Nápoles       | Campânia           | Diego Armando Maradona        | 60 240 | 2 (último em 1989–90)   | 7º (Serie A)  | [ 35 ] [ 36 ] |
| Parma          | Parma         | Emília-Romanha     | Ennio Tardini                 | 22 352 | 0 (nenhum)              | 11º (Serie A) | [ 37 ] [ 38 ] |
| Roma           | Roma          | Lácio              | Olímpico de Roma              | 72 698 | 3 (último em 2000–01)   | 5º (Serie A)  | [ 39 ] [ 40 ] |
| Sampdoria      | Gênova        | Ligúria            | Luigi Ferraris                | 36 348 | 1 (em 1990–91)          | 15º (Serie A) | [ 41 ] [ 42 ] |
| Sassuolo       | Reggio Emilia | Emília-Romanha     | Mapei Stadium                 | 21 525 | 0 (nenhum)              | 8º (Serie A)  | [ 43 ] [ 44 ] |
| Spezia         | La Spezia     | Ligúria            | Orogel Stadium – Dino Manuzzi | 20 194 | 0 (nenhum)              | 3º (Serie B)  |               |
| Spezia         | La Spezia     | Ligúria            | Alberto Picco                 | 10 336 | 0 (nenhum)              | 3º (Serie B)  |               |
| Torino         | Turim         | Piemonte           | Olímpico de Turim             | 28 177 | 7 (último em 1975–76)   | 16º (Serie A) | [ 46 ] [ 47 ] |
| Udinese        | Udine         | Friul-Veneza Júlia | Dacia Arena – Stadio Friuli   | 25 000 | 0 (nenhum)              | 13º (Serie A) | [ 48 ] [ 49 ] |

## Classificação
| Pos | Equipe         | Pts | J  | V  | E  | D  | GP | GC | SG  | Classificação ou Rebaixamento                          |
| --- | -------------- | --- | -- | -- | -- | -- | -- | -- | --- | ------------------------------------------------------ |
| 1   | Internazionale | 91  | 38 | 28 | 7  | 3  | 89 | 35 | +54 | Fase de grupos da Liga dos Campeões da UEFA de 2021–22 |
| 2   | Milan          | 79  | 38 | 24 | 7  | 7  | 74 | 41 | +33 | Fase de grupos da Liga dos Campeões da UEFA de 2021–22 |
| 3   | Atalanta       | 78  | 38 | 23 | 9  | 6  | 90 | 47 | +43 | Fase de grupos da Liga dos Campeões da UEFA de 2021–22 |
| 4   | Juventus       | 78  | 38 | 23 | 9  | 6  | 77 | 38 | +39 | Fase de grupos da Liga dos Campeões da UEFA de 2021–22 |
| 5   | Napoli         | 77  | 38 | 24 | 5  | 9  | 86 | 41 | +45 | Fase de grupos da Liga Europa da UEFA de 2021–22       |
| 6   | Lazio          | 68  | 38 | 21 | 5  | 12 | 61 | 55 | +6  | Fase de grupos da Liga Europa da UEFA de 2021–22       |
| 7   | Roma           | 62  | 38 | 18 | 8  | 12 | 68 | 58 | +10 | Play-off da Liga Conferência Europa da UEFA de 2021–22 |
| 8   | Sassuolo       | 62  | 38 | 17 | 11 | 10 | 64 | 56 | +8  |                                                        |
| 9   | Sampdoria      | 52  | 38 | 15 | 7  | 16 | 52 | 54 | −2  |                                                        |
| 10  | Hellas Verona  | 45  | 38 | 11 | 12 | 15 | 46 | 48 | −2  |                                                        |
| 11  | Genoa          | 42  | 38 | 10 | 12 | 16 | 47 | 58 | −11 |                                                        |
| 12  | Bologna        | 41  | 38 | 10 | 11 | 17 | 51 | 65 | −14 |                                                        |
| 13  | Fiorentina     | 40  | 38 | 9  | 13 | 16 | 47 | 59 | −12 |                                                        |
| 14  | Udinese        | 40  | 38 | 10 | 10 | 18 | 42 | 58 | −16 |                                                        |
| 15  | Spezia         | 39  | 38 | 9  | 12 | 17 | 52 | 72 | −20 |                                                        |
| 16  | Cagliari       | 37  | 38 | 9  | 10 | 19 | 43 | 59 | −16 |                                                        |
| 17  | Torino         | 37  | 38 | 7  | 16 | 15 | 50 | 69 | −19 |                                                        |
| 18  | Benevento      | 33  | 38 | 7  | 12 | 19 | 40 | 75 | −35 | Zona de rebaixamento à Série B de 2021–22              |
| 19  | Crotone        | 23  | 38 | 6  | 5  | 27 | 45 | 92 | −47 | Zona de rebaixamento à Série B de 2021–22              |
| 20  | Parma          | 20  | 38 | 3  | 11 | 24 | 39 | 83 | −44 | Zona de rebaixamento à Série B de 2021–22              |

1. ↑  A Juventus, que venceu a Coppa Italia, se classificou para a fase de grupos da Liga dos Campeões com base na posição da liga, então, a vaga na Liga Europa concedida aos vencedores da Coppa Itália foi passada para o sexto colocado, e o a vaga na Liga Conferência Europa foi passada para o sétimo colocado.

## Resultados
| Mandante \ Visitante | ATA | BEN | BOL | CAG | CRO | FIO | GEN | HEL | INT | JUV | LAZ | MIL | NAP | PAR | ROM | SAM | SAS | SPE | TOR | UDI |
| -------------------- | --- | --- | --- | --- | --- | --- | --- | --- | --- | --- | --- | --- | --- | --- | --- | --- | --- | --- | --- | --- |
| Atalanta             | —   | 2–0 | 5–0 | 5–2 | 5–1 | 3–0 | 0–0 | 0–2 | 1–1 | 1–0 | 1–3 | 0–2 | 4–2 | 3–0 | 4–1 | 1–3 | 5–1 | 3–1 | 3–3 | 3–2 |
| Benevento            | 1–4 | —   | 1–0 | 1–3 | 1–1 | 1–4 | 2–0 | 0–3 | 2–5 | 1–1 | 1–1 | 0–2 | 1–2 | 2–2 | 0–0 | 1–1 | 0–1 | 0–3 | 2–2 | 2–4 |
| Bologna              | 2–2 | 1–1 | —   | 3–2 | 1–0 | 3–3 | 0–2 | 1–0 | 0–1 | 1–4 | 2–0 | 1–2 | 0–1 | 4–1 | 1–5 | 3–1 | 3–4 | 4–1 | 1–1 | 2–2 |
| Cagliari             | 0–1 | 1–2 | 1–0 | —   | 4–2 | 0–0 | 0–1 | 0–2 | 1–3 | 1–3 | 0–2 | 0–2 | 1–4 | 4–3 | 3–2 | 2–0 | 1–1 | 2–2 | 0–1 | 1–1 |
| Crotone              | 1–2 | 4–1 | 2–3 | 0–2 | —   | 0–0 | 0–3 | 2–1 | 0–2 | 1–1 | 0–2 | 0–2 | 0–4 | 2–1 | 1–3 | 0–1 | 1–2 | 4–1 | 4–2 | 1–2 |
| Fiorentina           | 2–3 | 0–1 | 0–0 | 1–0 | 2–1 | —   | 1–1 | 1–1 | 0–2 | 1–1 | 2–0 | 2–3 | 0–2 | 3–3 | 1–2 | 1–2 | 1–1 | 3–0 | 1–0 | 3–2 |
| Genoa                | 3–4 | 2–2 | 2–0 | 1–0 | 4–1 | 1–1 | —   | 2–2 | 0–2 | 1–3 | 1–1 | 2–2 | 2–1 | 1–2 | 1–3 | 1–1 | 1–2 | 2–0 | 1–2 | 1–1 |
| Hellas Verona        | 0–2 | 3–1 | 2–2 | 1–1 | 2–1 | 1–2 | 0–0 | —   | 1–2 | 1–1 | 0–1 | 0–2 | 3–1 | 2–1 | 3–0 | 1–2 | 0–2 | 1–1 | 1–1 | 1–0 |
| Internazionale       | 1–0 | 4–0 | 3–1 | 1–0 | 6–2 | 4–3 | 3–0 | 1–0 | —   | 2–0 | 3–1 | 1–2 | 1–0 | 2–2 | 3–1 | 5–1 | 2–1 | 2–1 | 4–2 | 5–1 |
| Juventus             | 1–1 | 0–1 | 2–0 | 2–0 | 3–0 | 0–3 | 3–1 | 1–1 | 3–2 | —   | 3–1 | 0–3 | 2–1 | 3–1 | 2–0 | 3–0 | 3–1 | 3–0 | 2–1 | 4–1 |
| Lazio                | 1–4 | 5–3 | 2–1 | 1–0 | 3–2 | 2–1 | 4–3 | 1–2 | 1–1 | 1–1 | —   | 3–0 | 2–0 | 1–0 | 3–0 | 1–0 | 2–1 | 2–1 | 0–0 | 1–3 |
| Milan                | 0–3 | 2–0 | 2–0 | 0–0 | 4–0 | 2–0 | 2–1 | 2–2 | 0–3 | 1–3 | 3–2 | —   | 0–1 | 2–2 | 3–3 | 1–1 | 1–2 | 3–0 | 2–0 | 1–1 |
| Napoli               | 4–1 | 2–0 | 3–1 | 1–1 | 4–3 | 6–0 | 6–0 | 1–1 | 1–1 | 1–0 | 5–2 | 1–3 | —   | 2–0 | 4–0 | 2–1 | 0–2 | 1–2 | 1–1 | 5–1 |
| Parma                | 2–5 | 0–0 | 0–3 | 0–0 | 3–4 | 0–0 | 1–2 | 1–0 | 1–2 | 0–4 | 0–2 | 1–3 | 0–2 | —   | 2–0 | 0–2 | 1–3 | 2–2 | 0–3 | 2–2 |
| Roma                 | 1–1 | 5–2 | 1–0 | 3–2 | 5–0 | 2–0 | 1–0 | 3–1 | 2–2 | 2–2 | 2–0 | 1–2 | 0–2 | 3–0 | —   | 1–0 | 0–0 | 4–3 | 3–1 | 3–0 |
| Sampdoria            | 0–2 | 2–3 | 1–2 | 2–2 | 3–1 | 2–1 | 1–1 | 3–1 | 2–1 | 0–2 | 3–0 | 1–2 | 0–2 | 3–0 | 2–0 | —   | 2–3 | 2–2 | 1–0 | 2–1 |
| Sassuolo             | 1–1 | 1–0 | 1–1 | 1–1 | 4–1 | 3–1 | 2–1 | 3–2 | 0–3 | 1–3 | 2–0 | 1–2 | 3–3 | 1–1 | 2–2 | 1–0 | —   | 1–2 | 3–3 | 0–0 |
| Spezia               | 0–0 | 1–1 | 2–2 | 2–1 | 3–2 | 2–2 | 1–2 | 0–1 | 1–1 | 1–4 | 1–2 | 2–0 | 1–4 | 2–2 | 2–2 | 2–1 | 1–4 | —   | 4–1 | 0–1 |
| Torino               | 2–4 | 1–1 | 1–1 | 2–3 | 0–0 | 1–1 | 0–0 | 1–1 | 1–2 | 2–2 | 3–4 | 0–7 | 0–2 | 1–0 | 3–1 | 2–2 | 3–2 | 0–0 | —   | 2–3 |
| Udinese              | 1–1 | 0–2 | 1–1 | 0–1 | 0–0 | 1–0 | 1–0 | 2–0 | 0–0 | 1–2 | 0–1 | 1–2 | 1–2 | 3–2 | 0–1 | 0–1 | 2–0 | 0–2 | 0–1 | —   |

## Desempenho
Clubes que lideraram o campeonato ao final de cada rodada:
| Rodadas | Rodadas | Rodadas | Rodadas | Rodadas | Rodadas | Rodadas | Rodadas | Rodadas | Rodadas | Rodadas | Rodadas | Rodadas | Rodadas | Rodadas | Rodadas | Rodadas | Rodadas | Rodadas | Rodadas | Rodadas | Rodadas | Rodadas | Rodadas | Rodadas | Rodadas | Rodadas | Rodadas | Rodadas | Rodadas | Rodadas | Rodadas | Rodadas | Rodadas | Rodadas | Rodadas | Rodadas | Rodadas |
| ------- | ------- | ------- | ------- | ------- | ------- | ------- | ------- | ------- | ------- | ------- | ------- | ------- | ------- | ------- | ------- | ------- | ------- | ------- | ------- | ------- | ------- | ------- | ------- | ------- | ------- | ------- | ------- | ------- | ------- | ------- | ------- | ------- | ------- | ------- | ------- | ------- | ------- |
| 1       | 2       | 3       | 4       | 5       | 6       | 7       | 8       | 9       | 10      | 11      | 12      | 13      | 14      | 15      | 16      | 17      | 18      | 19      | 20      | 21      | 22      | 23      | 24      | 25      | 26      | 27      | 28      | 29      | 30      | 31      | 32      | 33      | 34      | 35      | 36      | 37      | 38      |
| GEN     | NAP     | MIL     | MIL     | MIL     | MIL     | MIL     | MIL     | MIL     | MIL     | MIL     | MIL     | MIL     | MIL     | MIL     | MIL     | MIL     | MIL     | MIL     | MIL     | MIL     | INT     | INT     | INT     | INT     | INT     | INT     | INT     | INT     | INT     | INT     | INT     | INT     | INT     | INT     | INT     | INT     | INT     |

Clubes que ficaram na última posição do campeonato ao final de cada rodada:
| Rodadas | Rodadas | Rodadas | Rodadas | Rodadas | Rodadas | Rodadas | Rodadas | Rodadas | Rodadas | Rodadas | Rodadas | Rodadas | Rodadas | Rodadas | Rodadas | Rodadas | Rodadas | Rodadas | Rodadas | Rodadas | Rodadas | Rodadas | Rodadas | Rodadas | Rodadas | Rodadas | Rodadas | Rodadas | Rodadas | Rodadas | Rodadas | Rodadas | Rodadas | Rodadas | Rodadas | Rodadas | Rodadas |
| ------- | ------- | ------- | ------- | ------- | ------- | ------- | ------- | ------- | ------- | ------- | ------- | ------- | ------- | ------- | ------- | ------- | ------- | ------- | ------- | ------- | ------- | ------- | ------- | ------- | ------- | ------- | ------- | ------- | ------- | ------- | ------- | ------- | ------- | ------- | ------- | ------- | ------- |
| 1       | 2       | 3       | 4       | 5       | 6       | 7       | 8       | 9       | 10      | 11      | 12      | 13      | 14      | 15      | 16      | 17      | 18      | 19      | 20      | 21      | 22      | 23      | 24      | 25      | 26      | 27      | 28      | 29      | 30      | 31      | 32      | 33      | 34      | 35      | 36      | 37      | 38      |
| SAM     | PAR     | CRO     | TOR     | CRO     | CRO     | CRO     | CRO     | CRO     | CRO     | CRO     | CRO     | CRO     | TOR     | CRO     | CRO     | CRO     | CRO     | CRO     | CRO     | CRO     | CRO     | CRO     | CRO     | CRO     | CRO     | CRO     | CRO     | CRO     | CRO     | CRO     | CRO     | CRO     | CRO     | CRO     | PAR     | PAR     | PAR     |

## Estatísticas
| Pos. | Jogador           | Equipe         | Gols |
| ---- | ----------------- | -------------- | ---- |
| 1    | Cristiano Ronaldo | Juventus       | 29   |
| 2    | Romelu Lukaku     | Internazionale | 24   |
| 3    | Luis Muriel       | Atalanta       | 22   |
| 4    | Dušan Vlahović    | Fiorentina     | 21   |
| 5    | Ciro Immobile     | Lazio          | 20   |
| 5    | Simy              | Crotone        | 20   |
| 7    | Lorenzo Insigne   | Napoli         | 19   |
| 8    | Domenico Berardi  | Sassuolo       | 17   |
| 8    | Lautaro Martínez  | Internazionale | 17   |
| 10   | João Pedro        | Cagliari       | 16   |

| Pos. | Jogador            | Equipe         | Assist. |
| ---- | ------------------ | -------------- | ------- |
| 1    | Romelu Lukaku      | Internazionale | 11      |
| 1    | Ruslan Malinovskyi | Atalanta       | 11      |
| 3    | Henrikh Mkhitaryan | Roma           | 10      |
| 3    | Rodrigo De Paul    | Udinese        | 10      |
| 3    | Piotr Zieliński    | Napoli         | 10      |
| 3    | Duván Zapata       | Atalanta       | 10      |
| 7    | Josip Iličić       | Atalanta       | 9       |
| 7    | Juan Cuadrado      | Juventus       | 9       |
| 7    | Hakan Çalhanoğlu   | Milan          | 9       |
| 7    | Luis Muriel        | Atalanta       | 9       |

### Clean sheets
Atualizado em 23 de maio de 2021.
| Pos. | Jogador              | Equipe         | Clean sheets |
| ---- | -------------------- | -------------- | ------------ |
| 1    | Gianluigi Donnarumma | Milan          | 14           |
| 1    | Samir Handanovič     | Internazionale | 14           |
| 3    | Pierluigi Gollini    | Atalanta       | 9            |
| 3    | Pepe Reina           | Lazio          | 9            |
| 5    | Bartłomiej Drągowski | Fiorentina     | 8            |
| 5    | Juan Musso           | Udinese        | 8            |
| 5    | David Ospina         | Napoli         | 8            |
| 5    | Mattia Perin         | Genoa          | 8            |
| 9    | Andrea Consigli      | Sassuolo       | 7            |
| 9    | Lorenzo Montipò      | Benevento      | 7            |
| 9    | Marco Silvestri      | Hellas Verona  | 7            |
| 9    | Salvatore Sirigu     | Torino         | 7            |

### Hat-tricks
| Jogador            | Para           | Contra     | Resultado | Data                  | Ref. |
| ------------------ | -------------- | ---------- | --------- | --------------------- | ---- |
| Henrikh Mkhitaryan | Roma           | Genoa      | 3–1       | 8 de novembro de 2020 |      |
| Lautaro Martínez   | Internazionale | Crotone    | 6–2       | 3 de janeiro de 2021  |      |
| Dušan Vlahović     | Fiorentina     | Benevento  | 4–1       | 13 de março de 2021   |      |
| Cristiano Ronaldo  | Juventus       | Cagliari   | 3–1       | 14 de março de 2021   |      |
| Rodrigo Palacio    | Bologna        | Fiorentina | 3–3       | 2 de maio de 2021     |      |
| Ante Rebić         | Milan          | Torino     | 7–0       | 12 de maio de 2021    |      |

## Premiação
| Serie A de 2020–21                  |
| Itália                              |
| ----------------------------------- |
| INTERNAZIONALE Campeão (19º título) |

### Prêmios anuais
|                      | Jogador              | Equipe         | Ref.   |
| -------------------- | -------------------- | -------------- | ------ |
| Jogador Mais Valioso | Romelu Lukaku        | Internazionale | [ 51 ] |
| Melhor Jogador Jovem | Dušan Vlahović       | Fiorentina     | [ 52 ] |
| Melhor Goleiro       | Gianluigi Donnarumma | Milan          | [ 53 ] |
| Melhor Defensor      | Cristian Romero      | Atalanta       | [ 54 ] |
| Melhor Meio-campista | Nicolò Barella       | Internazionale | [ 55 ] |
| Melhor Atacante      | Cristiano Ronaldo    | Juventus       | [ 56 ] |

### Jogador do mês
| Mês       | Jogador                 | Equipe         | Ref.                 |
| --------- | ----------------------- | -------------- | -------------------- |
| Setembro  | Alejandro Gomez         | Atalanta       | [ 57 ]               |
| Outubro   | Zlatan Ibrahimovic      | Milan          | [ 58 ] [ 59 ] [ 60 ] |
| Novembro  | Cristiano Ronaldo       | Juventus       | [ 61 ]               |
| Dezembro  | Hakan Çalhanoğlu        | Milan          | [ 62 ]               |
| Janeiro   | Sergej Milinković-Savić | Lazio          | [ 63 ]               |
| Fevereiro | Romelu Lukaku           | Internazionale | [ 64 ]               |
| Março     | Lorenzo Insigne         | Napoli         | [ 65 ]               |
| Abril     | Luis Muriel             | Atalanta       | [ 66 ]               |
| Maio      | Ruslan Malinovskyi      | Atalanta       | [ 67 ]               |